# Torre de Barta
La Torre de Barta, situada a Salàs de Pallars (Pallars Jussà), Catalunya, és un conjunt de tres edificacions unides que formen part de la vila fortificada de Salàs de Pallars. Inclou una de les torres de defensa i part de la muralla que antigament protegia el nucli urbà. És declarada Bé Cultural d'Interès Nacional.
Consisteix en una torre medieval de més de 1000 anys d'antiguitat. Al ser una casa formada per tres parts ben diferenciades, es tracta d'estructures construïdes en èpoques diferents i amb utilitats totalment dispars.

## Descripció
La torre basteix el cos principal de la casa i és l'estructura més antiga, datada vers l'any 1000. De les tres torres que hi havia a la població, aquesta defensava l'entrada nord a intramurs. La segona zona de la casa la conforma l'habitatge original que dona al carrer Bon Jesús i que forma part del nucli urbà primigeni de Salàs. La darrera ampliació data del segle xviii i es tracta d'un annex de la torre a extramurs, és ben visible des de la carretera que travessa el poble.

## Espai visitable

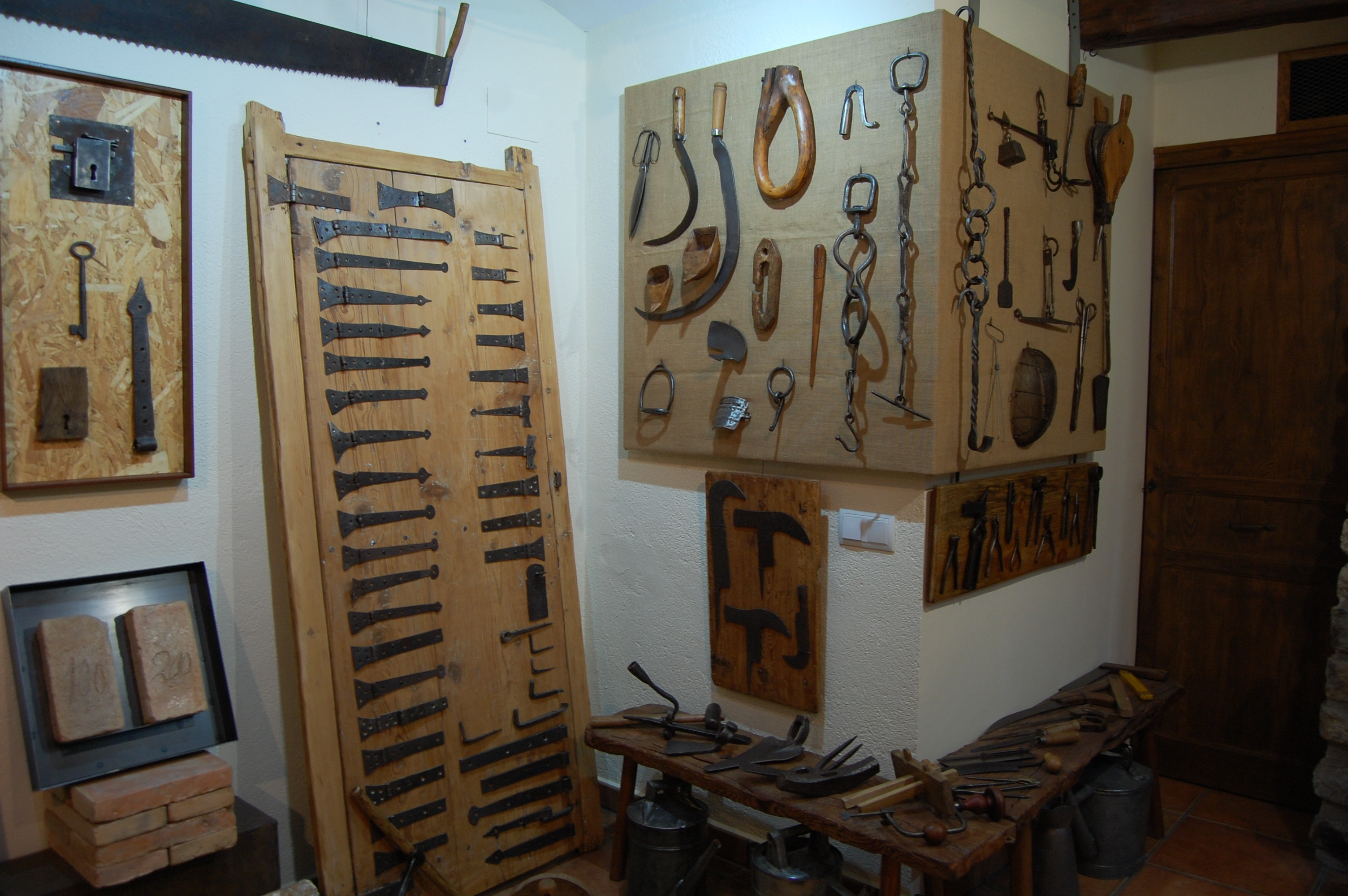
Part de les eines agrícoles que s'hi exposen

En aquest espai hi ha exhibida una exposició permanent d'escultures de ferro i pedra de Joan Fàbregas i una col·lecció de més de tres-centes eines antigues pertanyents a la casa, totes elles restaurades. Les eines i les estances de la torre, com el celler, són originals i mostren una aproximació històrica de la vida quotidiana d'una família pallaresa durant els darrers quatre-cents anys d'història.